# Werner Kunze (Autor)
Werner Kunze (* 8. Mai 1927 in Friedrichshafen; † 21. Februar 2025 ebenda) ist ein deutscher Betriebswirt und Autor.

## Leben
Werner Kunze wurde 1927 in Friedrichshafen am Bodensee geboren und ist dort aufgewachsen. Von 1943 bis 1948 war er zunächst Flakhelfer, dann Soldat und später Kriegsgefangener. Nach der Entlassung aus der Kriegsgefangenschaft holte Kunze das Abitur nach und nahm an der Universität München ein Studium der Betriebswirtschaft auf, das er als Diplom-Kaufmann abschließen konnte. Anschließend war Kunze 35 Jahre lang als Führungskraft im In- und Ausland in der Öl- und Gasindustrie tätig.
Seit 1994 trat Kunze als Autor philosophischer und zeitanalytischer Bücher in Erscheinung.

## Veröffentlichungen (Anwahl)
- Werner Kunze: Anthropolgie und Ideologie. Ideologische Anthropologie? Verlag Bublies, 1994
- Werner Kunze: Zurück zur Natur? Biologie im Spannungsfeld von Politik und Kultur San Casciano Verlag, 2000
- Werner Kunze: Wie steht es heute um Wahrheit und Gewißheit? San Casciano Verlag, 2002
- Werner Kunze: Die Moderne. Ideologie, Nihilismus, Dekadenz. Verlag Bublies, 2011
- Werner Kunze: Unruhige Zeiten – Wendezeiten. Res Novae Verlag, 2021, ISBN 978-3-9818255-8-9